# Azrieli Group
Die Azrieli Group ist Israels größte börsennotierte Immobiliengesellschaft. Sie baut, besitzt und betreibt Bürokomplexe, Einkaufszentren, Seniorenheime, Datenzentren, gemischt genutzte Immobilien, Hotels und langfristige Mietwohnungen sowohl in Israel als auch im Ausland. Ihre ertragsbringenden Immobilien, darunter der Azrieli Sarona Tower, das höchste Hochhaus Israels, erstrecken sich auf 1,334 Millionen Quadratmeter und erzielen jährlich einen Nettobetriebsergebnis von über 1,6 Milliarden Schekel.